# El gran sol de Mercurio
El gran sol de Mercurio (Lucky Starr and the Big Sun of Mercury en inglés) es una novela juvenil de ciencia ficción escrita por Isaac Asimov y publicada en 1956 por Doubleday. Es la cuarta de la serie Lucky Starr. Como las otras novelas de la serie, Asimov originalmente la publicó bajo el seudónimo de Paul French.
Asimov incluyó en 1970 una advertencia al comienzo del libro aclarando que la imagen de Mercurio que se muestra en la historia quedó obsoleta a la luz de los nuevos descubrimientos científicos. En 1956 se creía que Mercurio tenía una rotación sincrónica alrededor del sol, causando que una cara quedara permanentemente iluminada y la otra permanentemente a oscuras, con regiones limítrofes que alternaban su iluminación. Sin embargo, esta idea cambió en años posteriores a la publicación de la novela.

## Argumento
David "Lucky" Starr y John "Bigman" Jones van a Mercurio a causa del Proyecto Luz, con el cual el Consejo de Ciencias busca manipular la luz solar a través del hiperespacio con fines varios. El mismo se ha atrasado por varios incidentes. El ingeniero encargado, Scott Mindes, cree que el personal lo culpa de todo, pero asegura que los saboteadores son "fantasmas". Alterado por el escepticismo de Lucky y Bigman, Mindes le dispara con su pistola a Starr, pero falla y es sometido por Bigman. Gardoma, doctor del Observatorio de Mercurio, le dice a Lucky que Mindes no suele ser así. Entre los humanos en el planeta está Urteil, agente del senador Swenson, quien se opone al Consejo alegando que malgasta recursos. Urteil advierte a Lucky que Mindes querrá matarlo de nuevo, pues no desea que lo investiguen, y le dice que revise los trajes aislantes que le den. Más tarde, en su habitación, Lucky y Bigman encuentran en uno de los trajes para la superficie un pequeño agujero potencialmente letal. Lucky no cree que el culpable sea Mindes o Urteil. Al interrogarlo, Mindes les dice que vio figuras humanoides en la cara iluminada de Mercurio ajenas al personal y que supone nativos del planeta.
Durante una cena en el Observatorio, hay un tenso cruce entre Urteil y Bigman. El doctor Peverale, director del Observatorio, sospecha que los saboteadores del proyecto son sirianos, enemigos de la Tierra. Lucky opina que de ser así su base estaría en las minas abandonadas, y se ofrece a explorarlas. Al hablar con Hanley Cook, segundo de Peverale, este les dice que el doctor está obsesionado con los sirianos desde su visita a Sirio y teme ser reemplazado en el proyecto. Les menciona también leyendas sobre mineros muertos misteriosamente por congelación. Starr y Jones entran en las minas, donde Lucky admite no creer en la hipótesis siriana. Le dice a Bigman que irá al lado iluminado del planeta a investigar y le pide que se quede en las minas disimulando. Mientras Bigman explora solo, se encuentra con Urteil, quien los seguía. Bigman lo interroga a punta de pistola, pero Urteil logra quitarle el arma. El agente cree que Lucky y Bigman buscan falsificar una base siriana para cubrir la incompetencia del Consejo. Antes de poder disparar, Urteil es atrapado por un ser de los túneles que absorbe su calor corporal. Bigman intenta ayudar pero es atrapado también.
Entre tanto, en el lado iluminado de Mercurio, Lucky busca fuentes de energía atómicas con su ergómetro. Finalmente avista una figura caminando al sol y cuando se acerca confirma que se trata de un robot con cerebro positrónico, supuestamente sujeto a las tres leyes de la robótica, y con algunos desperfectos motrices causados por el calor. Tras ser interrogado, el robot admite ser de fabricación siriana y haber saboteado el Proyecto Luz, pero no revela específicamente quién lo fabricó ni para qué. Lucky intenta forzarlo a confesar, pero el robot lo ataca por interferir con su misión. Lucky se da cuenta de que su cerebro está dañado por el calor y la radiación, por lo que no sigue correctamente las tres leyes. Pronto es atrapado y el robot empieza a comprimirlo peligrosamente con sus brazos.
En los túneles, Bigman se libra de la criatura usando su pistola como fuente de calor y arrojándola lejos para distraer al ser. Él y Urteil son rescatados y, ya en el Centro, Bigman se encuentra con Urteil en recuperación, quien no reconoce estar en deuda con él. Bigman, quien busca desquitar su antipatía hacia él, le propone un duelo en gravedad mercuriana con la condición de que si pierde, Urteil deberá dejar en paz al Consejo. A cambio, si Bigman pierde, no revelará nada de lo ocurrido en las minas. Urteil acepta y ambos se enfrentan ante un grupo de personas en una sala donde se desactiva la gravedad artificial. Durante la pelea, Bigman lanza a Urteil por el aire y, súbitamente, se enciende la gravedad artificial de nuevo. Urteil cae, se golpea la cabeza y muere. Nadie puede explicar lo sucedido y, antes de poder investigar más, llega el doctor Peverale e informa que Mindes dice haber hallado a Lucky muerto en la superficie.
Lucky resulta haber sobrevivido desparramando polvo negro del suelo de Mercurio sobre la cabeza del robot, causando que absorba más calor haciendo fallar su cerebro. El personal del Observatorio lo rescata y Bigman lo pone al tanto, contándole que habrá un "juicio" al día siguiente y que resolvió el caso, pero se guarda los detalles para después. En el juicio, Bigman expone sus razones para creer que el asesino de Urteil es Cook, quien se quiebra. Cook admite que al principio trabajó con Urteil voluntariamente, esperando poder reemplazar a Peverale. Sin embargo, Urteil lo forzó a ser su espía. Cook confiesa que aprovechó la pelea para matarlo, pero niega haber saboteado los trajes aislantes. Lucky entonces interviene diciendo que nunca hubo sirianos en Mercurio, y que el responsable del sabotaje es Peverale. Después de dar sus razones, Lucky advierte a Peverale que podría ser extraditado a Sirio por robar el robot y castigado con tortura, a lo que el doctor confiesa. Lucky y Bigman discuten luego las razones del director, quien probablemente quería impedir que la Tierra se volviera dependiente de la tecnología del Proyecto Luz, debilitándose ante los sirianos.

## Continuidad
Esta es la primera de las novelas de la serie Lucky Starr en introducir un robot con cerebro positrónico que sigue las tres leyes de la robótica, al estilo de otras obras famosas de Isaac Asimov. A pesar de que Doubleday seguía publicando los libros bajo el pseudónimo de Paul French, Asimov ya no ocultaba su autoría.
Si bien los sirianos fueron presentados como villanos en Lucky Starr and the Pirates of the Asteroids, en esta entrega se dan más detalles acerca de su ideología y sociedad. Los habitantes de Sirio en esta historia tienen una cultura xenófoba que habita planetas descentralizados y escasamente poblados. Son hostiles a la Tierra y codician sus riquezas. Tienen una mentalidad racista y practican una forma de eugenesia que elimina las variedades físicas, dándoles una apariencia uniforme. Se dividen en unidades familiares autónomas con sirventes robots a los cuales valoran mucho más que a las vidas humanas. Aunque no tienen una vanguardia científica como la de la Tierra, centran todos sus esfuerzos en aumentar su poderío.